# Peintures rupestres d'Eheren et Tahilahi

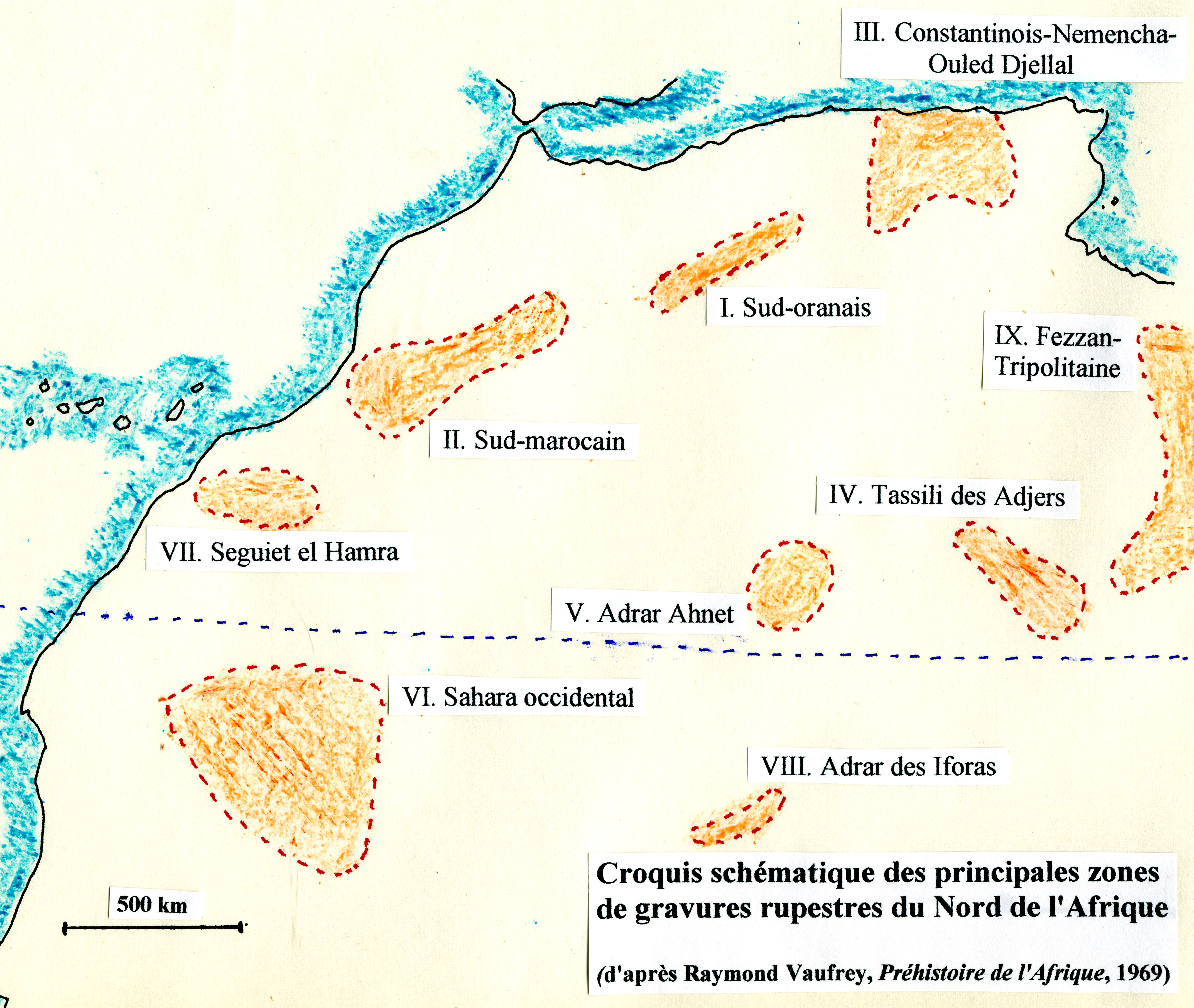
Principales zones d'art rupestre du Nord de l'Afrique

Eheren (ou Iheren) et Tahilahi sont des abris-sous-roche montrant des peintures rupestres, sur le plateau rocheux de grès de Tadjelahine, à environ 20 km à l'ouest d’Iherir, dans le parc culturel du Tassili, dans le Sud-Est de l'Algérie.

## Présentation
Les deux abris, distants à vol d’oiseau de 8 km l'un de l'autre, ont donné leur nom au style de peinture d'Iheren-Tahilahi de l'art rupestre du Sahara, un style naturaliste de l’ère bovidienne, daté d'environ 4500 à 2200 av. J.-C..

## Description
Les peintures, composées au trait ocre tirant sur le rouge en tonalités claires, représentent des figures de visages méditerranéens et des animaux, aussi bien sauvages que domestiques. Le bœuf à longues cornes est l'animal le plus représenté. Fréquemment apparaissent des moutons et des chèvres, ce qui évoque une aridification du climat.
Les thèmes spécifiques sont les scènes pastorales. Les personnages, gardiens de troupeau ou chasseurs, sont détaillés avec un sens du détail remarquable : coiffe, vêtements et armes La faune sauvage est représentée par des antilopes, girafes et autruches.

## Galerie

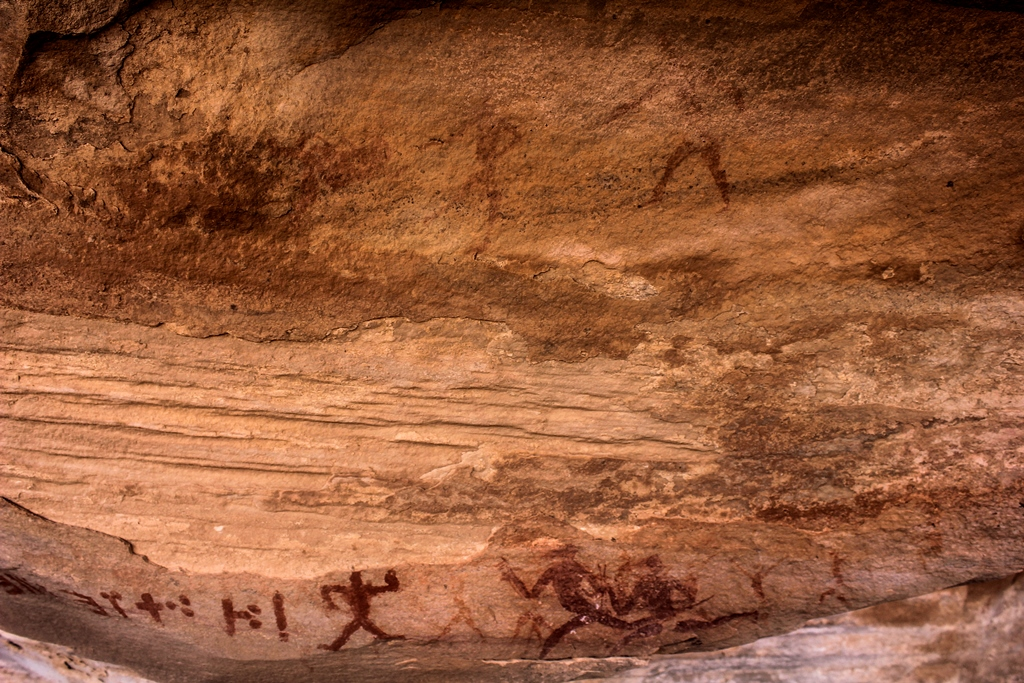
Peinture rupestre d'Eheren : style schématique plus récent (camélien) avec des inscriptions en tifinagh
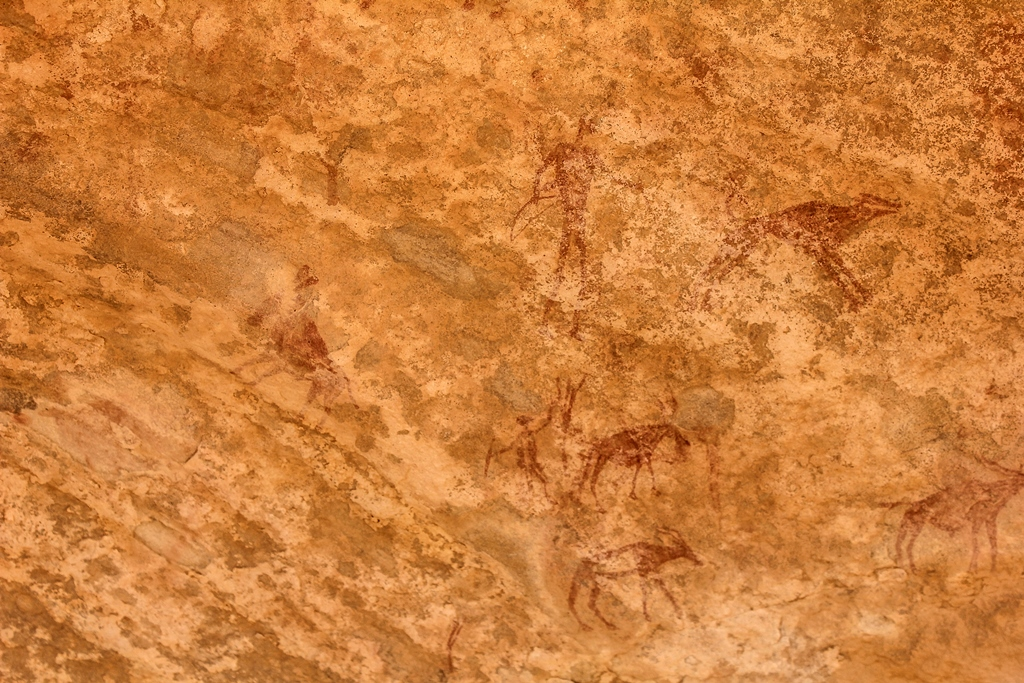
Peinture rupestre d'Eheren
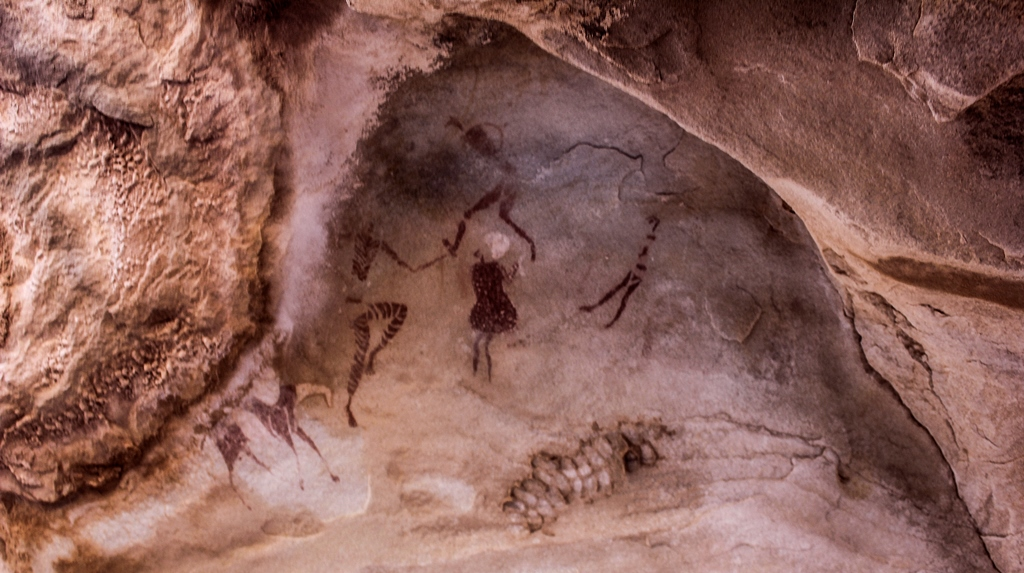
Peinture rupestre d'Eheren
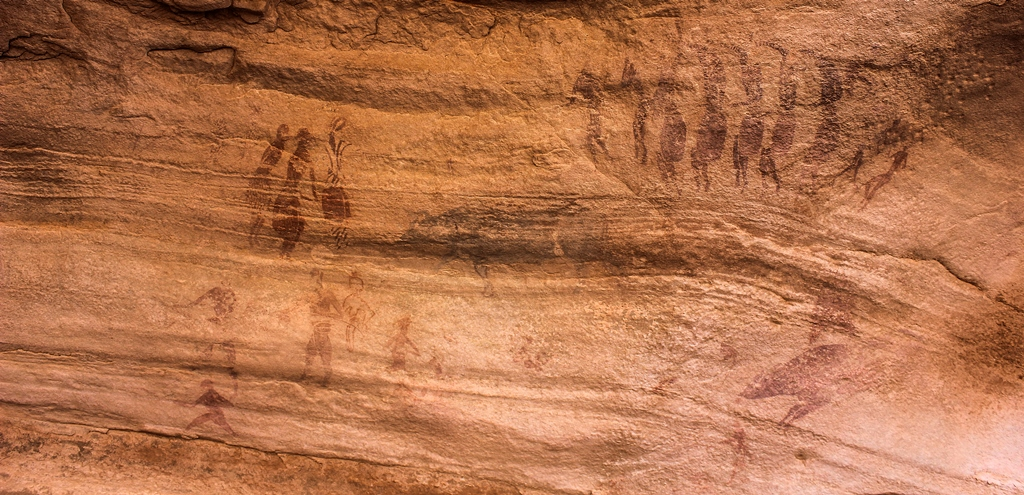
Peinture rupestre d'Eheren
- Peinture rupestre d'Eheren
- Peinture rupestre d'Eheren

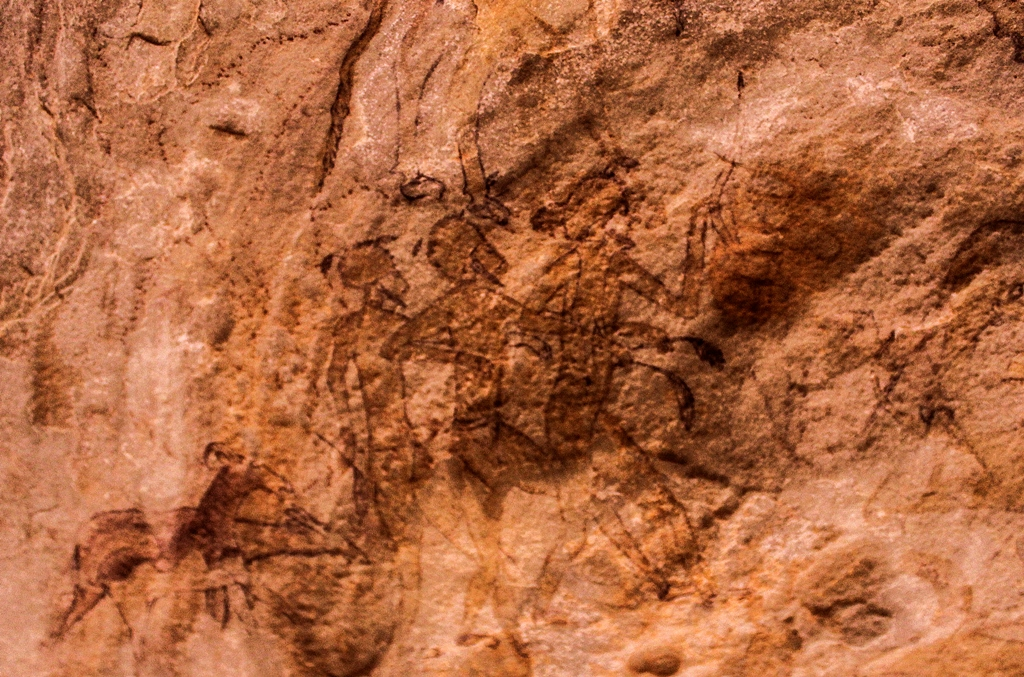
Peinture rupestre d'Eheren : style schématique plus récent (camélien) avec des inscriptions en tifinagh
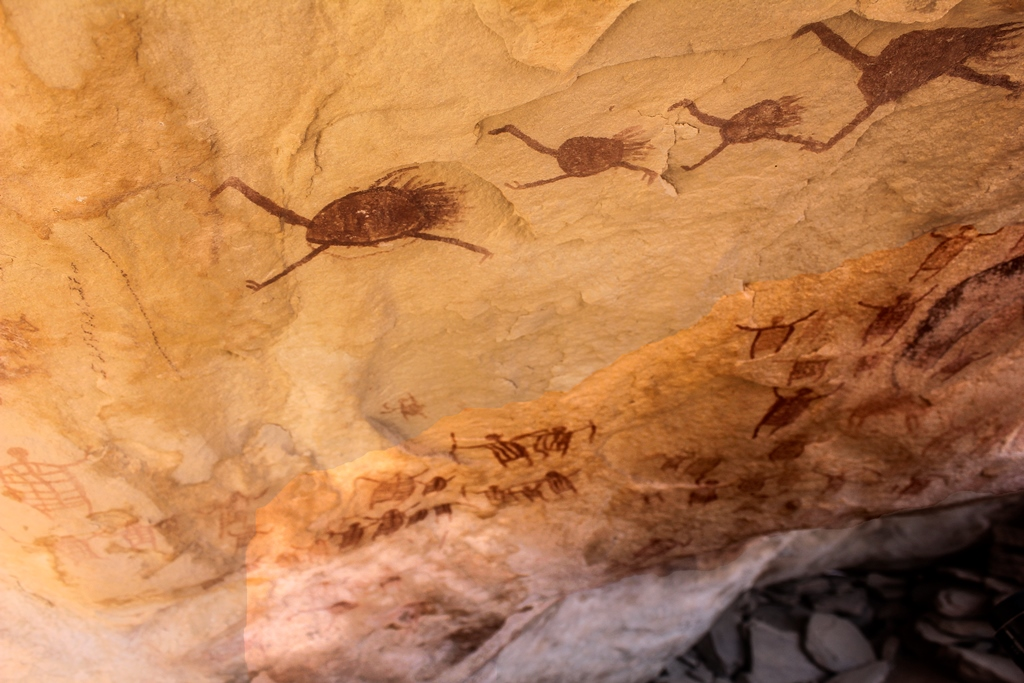
Peinture rupestre d'Eheren
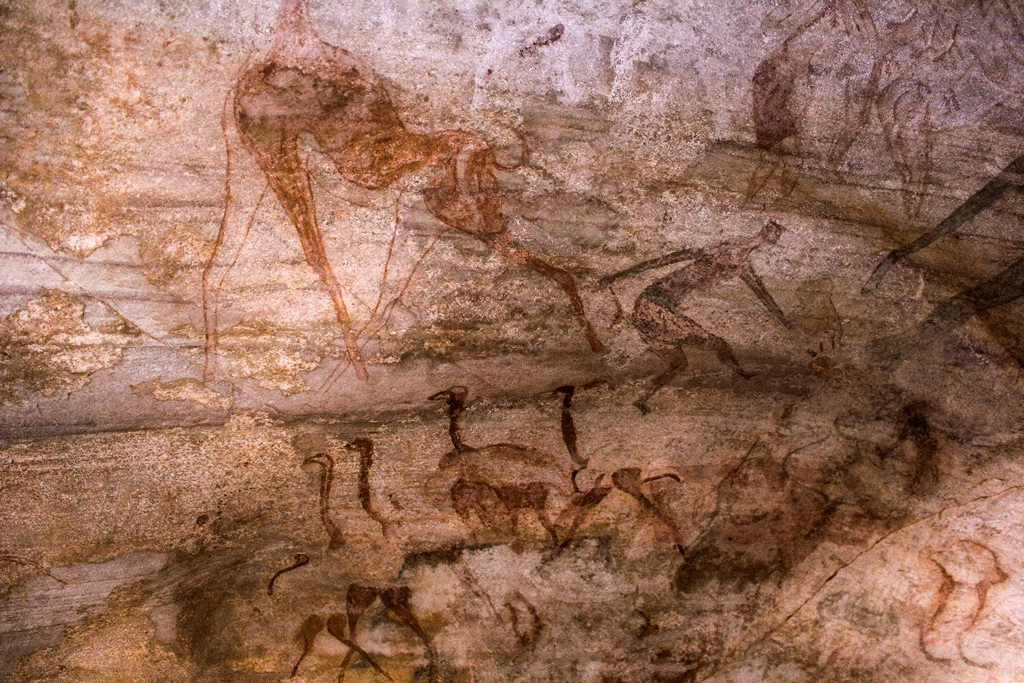
Peinture rupestre d'Eheren
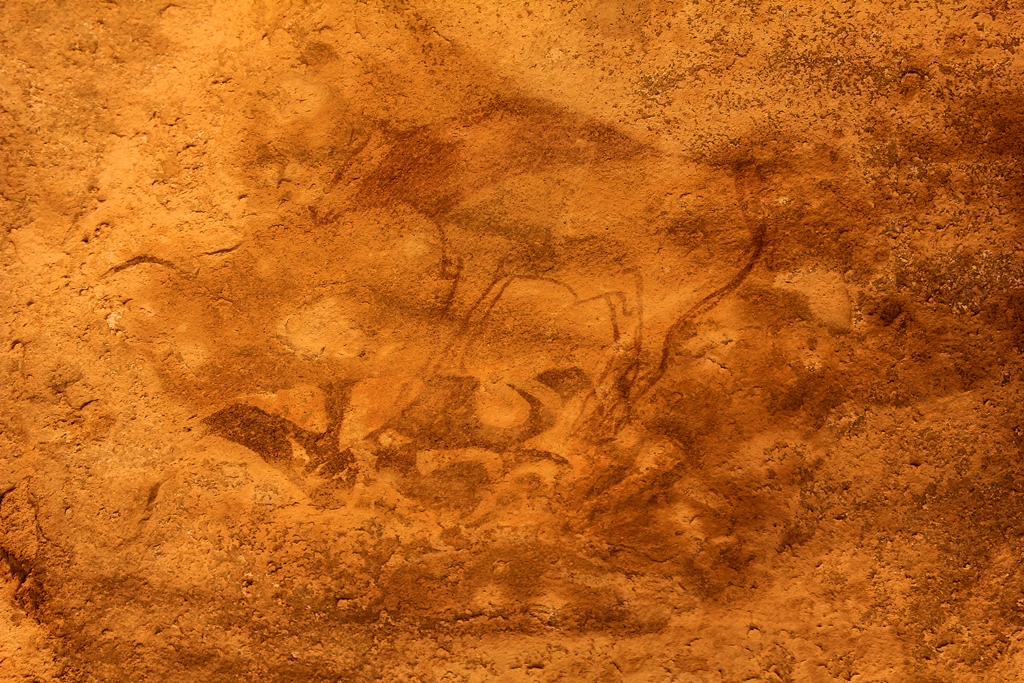
Peinture rupestre d'Eheren
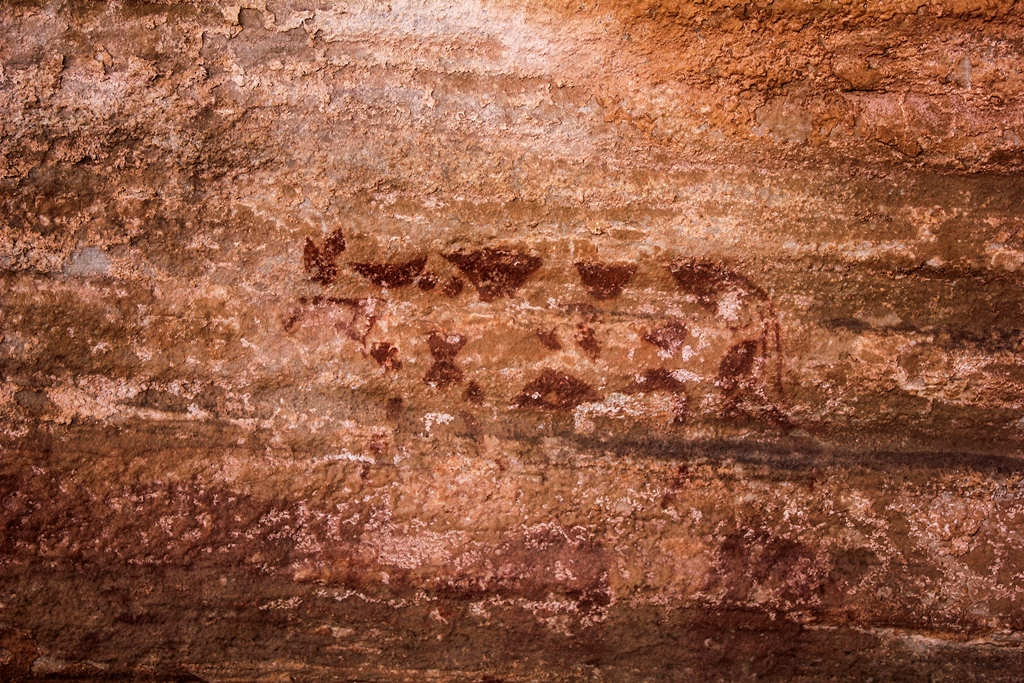
Peinture rupestre d'Eheren